# MIÉP – Jobbik a Harmadik Út
A MIÉP – Jobbik a Harmadik Út egy, a 2006-os választásokra alakult, radikális jobboldali (harmadik utas), később alkalminak bizonyult pártszövetség volt.

## Története
A pártszövetség a két névadó, a Magyar Igazság és Élet Pártja (MIÉP) és a Jobbik Magyarországért Mozgalom-Párt (Jobbik) vezetésével alakult, de tagja volt még a Független Kisgazda-, Földmunkás- és Polgári Párt (FKGP) néhány tagja, illetve a Polgári Körök és az Egy Szebb Jövőért Társaság nevű szervezetek is. A két párt azért ezt a formáját választotta az együttműködésnek, mert közös lista állítása esetén a területi listás szavazatok 10%-át kellett volna megszerezniük a bejutáshoz.

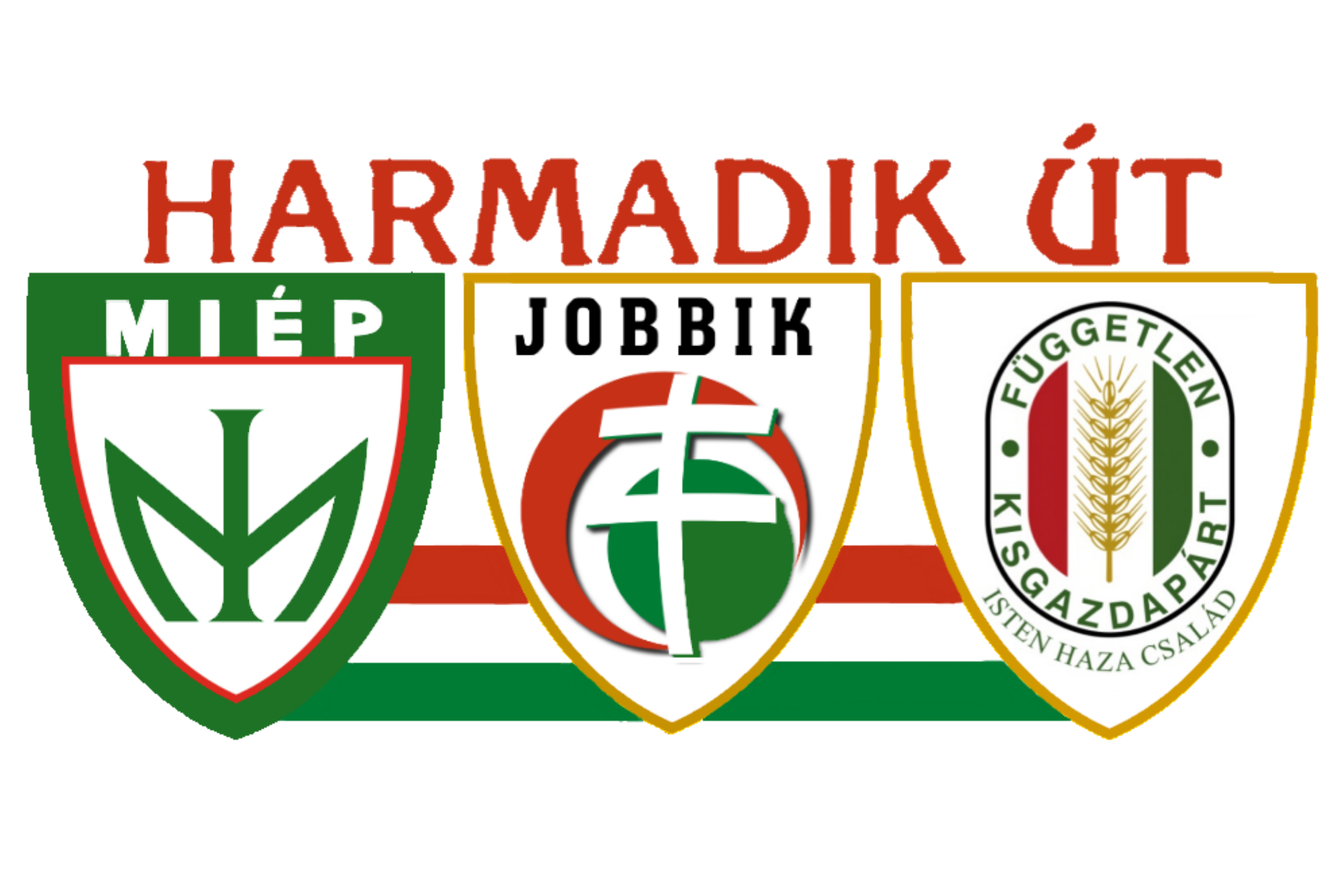
A MIÉP - Jobbik a Harmadik út logója a Független kisgazdapárt logójával

Az országgyűlési választásokon 2,2%-os eredményt értek el, így parlamenti mandátumot nem szereztek. Szlogenjük a „Megszállás, vagy Harmadik út” volt. A választások után a szövetség feloszlott, tagjai azóta önállóan szerepelnek.
Főbb célkitűzéseik a minimálbér kétszeresére emelése, a Magyarországra való bevándorlás szigorítása, az igazságosabb adózási-rendszer bevezetése, a magyar termőföldek magyar tulajdonban tartása, a jelenlegi teljes politikai elit leváltása, Trianon-emléknap bevezetése, a magyarországi cigánybűnözés felszámolása, a magyar nemzeti öntudat ápolása, az Amerika-barát külpolitika felülvizsgálata, a parlamenti képviselők létszámának drasztikus csökkentése és egy igazságosabb választási rendszer kidolgozása voltak.
A szövetség a 2006-os választások után nem sokkal szétesett, a szervezet számára választási eredménye alapján járó évi 40 milliós állami támogatás elosztása körül azonban viták bontakoztak ki. A társelnököket azzal vádolták meg, hogy a pénzt az előzetesen megállapodott 50-50%-os elosztás (MIÉP-Jobbik) helyett a választási pártban tartják, ahonnét különböző jogcímeken és módszerekkel többségét saját maguknak és környezetüknek utalják ki. Az ügyből bírósági tárgyalás lett, mely elsőfokon elmarasztalta a MIÉP – Jobbik a Harmadik Út vezetőségét és megsemmisítette a legutolsó tisztújító közgyűlés eredményeit.

## Választási eredmények
| Választások | Szavazatok száma (I. forduló) | Szavazatok aránya (I. forduló | Szavazatok száma (II. forduló) | Szavazatok aránya (II. forduló) | Mandátumok száma | Mandátumok aránya | Parlamenti szerepe |
| ----------- | ----------------------------- | ----------------------------- | ------------------------------ | ------------------------------- | ---------------- | ----------------- | ------------------ |
| 2006-os     | 119 007                       | 2,20%                         | 231                            | 0,01%                           | —                | —                 | nem jutott be      |

Megjegyzés
- Lásd még: A magyar választási rendszer